# 大阪市立長吉南小学校
大阪市立長吉南小学校（おおさかしりつ ながよしみなみ しょうがっこう）は、大阪府大阪市平野区にある公立小学校。

## 沿革
- 1967年 - 大阪市立長吉東小学校分校を設置。
- 1968年 - 分校が大阪市立長吉南小学校として分離独立。

## 通学区域
- 大阪市平野区 長吉長原東1丁目、長吉長原東2丁目（一部）、長吉長原東3丁目（一部）、長吉六反2丁目（一部）、長吉六反3丁目（一部）。

卒業生は大阪市立長吉中学校に進学する。

## 交通
- 地下鉄谷町線 長原駅北東700m